# Lethrus inermis
Lethrus inermis is een keversoort uit de familie mesttorren (Geotrupidae). De wetenschappelijke naam van de soort werd in 1897 gepubliceerd door Edmund Reitter.